# Franck Ping
Pour les articles homonymes, voir Ping.
Franck Ping est un entrepreneur et homme d'affaires gabonais. 
Il est le fils du diplomate Jean Ping et Jeanne-Thérèse Ping.

## Biographie

### Enfance et débuts
Franck Ping est né le 28 janvier 1971 dans le 12e arrondissement de Paris. Il est le premier fils de l'union entre Jean Ping et Jeanne-Thérèse Ping.  
Il obtient un diplôme universitaire en finance au sein de l'American University de Washington, D.C..

### Carrière
Franck Ping commence sa carrière en tant qu'assistant trésorier à la banque internationale pour le commerce et l'industrie du Gabon (BICIG), dont les bureaux se situent à Libreville. Il crée sa toute première entreprise en 2002, Timber Trading and Development, spécialisée dans le négoce du bois. 
Cette première expérience en tant qu'entrepreneur le mène dans le courant de l'année 2004 à fonder une nouvelle structure, Global Link, spécialisée cette fois-ci dans la terminaison de minutes téléphoniques.
De 2004 à 2008, il fonde Africa Global Logistique une entreprise spécialisée dans la logistique, le transport de marchandises et d'hydrocarbures entre le Tchad et le Cameroun. 
En 2004, dans un tout autre registre, il est nommé consul honoraire de la République du Tchad au Gabon. 
En 2006, il lance à Osiris International Développement, un cabinet de conseil qui est chargé de faciliter l'installation d'entreprises internationales en Afrique. Sa mission première est lever des financements pour la réalisation et la construction d'infrastructures de développement pour l'Afrique. 
De 2010 à 2016 Franck Ping est président du conseil d'administration d'Express Union Gabon, une filiale du groupe Express Union qui a pour siège social Libreville. 
Il est aujourd'hui[Quand ?] directeur général d'Akoua Consulting and Stratégies. 
Il est fondateur et à la direction de nombreuses sociétés, telle la holding Xcillys Logistics International Limited, basée à Hong Kong, dont il cède 20 % à son frère Jean-François.

### Vie privée
Franck Ping est marié et père de quatre enfants[réf. souhaitée].